# Dibamus seramensis
Dibamus seramensis är en ödleart som beskrevs av  Allen E. Greer 1985. Dibamus seramensis ingår i släktet Dibamus och familjen blindödlor. Inga underarter finns listade i Catalogue of Life.
Arten förekommer på ön Seram som tillhör Indonesien. Honor lägger ägg.